# Sprengstoff-Fund im Landkreis Saalfeld-Rudolstadt
Beim Sprengstoff-Fund im Landkreis Saalfeld-Rudolstadt wurde im März 2018 bei zwei Personen in Thüringen der Sprengstoff Erythritoltetranitrat sowie Hilfsmittel und große Mengen an Substanzen zum Bombenbau gefunden.
Der Fall erregte Aufsehen, weil einer der beiden Männer zur linken Szene gehörte und zuvor Sprecher eines Anti-Rechts-Bündnisses war. Im Mai 2018 erklärte das Landeskriminalamt Thüringen, nach neuesten Erkenntnissen könne ein politischer Hintergrund vermutlich komplett ausgeschlossen werden. Der MDR zitierte im August 2018 aus einem internen Abschlussbericht des LKA: „Die Ermittlungen ergaben keine Erkenntnisse, welche auf eine politische Tatmotivation der Beschuldigten schließen lassen.“ Der Leiter der Staatsanwaltschaft Gera bestätigte gegenüber der dpa, dass die Männer den Ermittlungen zufolge keinen extremistischen oder terroristischen Anschlag geplant hätten.
Im Februar 2019 schloss die Staatsanwaltschaft die Ermittlungen ab. Die beiden Männer wurden später wegen „Umgangs mit explosionsgefährlichen Stoffen in je zwei Fällen“ zu Geldstrafen verurteilt.

## Tatverdächtige und Ermittlungen
Am 13. März 2018 wurden zwei Tatverdächtige im Alter von 25 und 31 Jahren festgenommen, mehrere Wohnungen in Rudolstadt und Uhlstädt-Kirchhasel untersucht und 12 Kilogramm Chemikalien gefunden, die zur Herstellung von Sprengstoff dienen können, Magnesium- und Schwefelpulver, Aceton, Wasserstoffperoxid, Kaliumnitrat, Calciumcarbid und außerdem 75 kg Stickstoffdünger. Auch 2,3 Kilogramm Sprengstoff (Erythritoltetranitrat), ein Trolley, der die Komponenten zur Herstellung von TATP enthielt, eine Schreckschusswaffe und eine Cannabis-Aufzuchtanlage wurden entdeckt. Neben den genannten Chemikalien wurden mehrere Flaschen Buttersäure gefunden. Diese wird auch von linken und rechten Aktivisten bei politisch motivierten Übergriffen eingesetzt.
Den Verdächtigen wird die Vorbereitung eines Explosionsverbrechen vorgeworfen. Sie bestritten mögliche Anschlagspläne, räumten aber die Herstellung von Bombenmaterial und die Lagerung von Chemikalien ein. Sie wurden wieder auf freiem Fuß gesetzt. Die Zeugin, die den Hinweis auf die Verdächtigen lieferte, wurde zeitweilig unter Polizeischutz gestellt.
Der 25-jährige Tatverdächtige war wiederholt wegen Gewalt-, Eigentums- und Drogendelikten in Erscheinung getreten. Der 31-jährige Tatverdächtige ist Lagerist und sitzt seit einem Unfall im Rollstuhl. Er war Sprecher des Bündnis für Zivilcourage und Menschenrechte, für die er stellvertretend von der rot-rot-grünen Landesregierung den Thüringer Demokratiepreis 2016 entgegengenommen hatte. Die Gruppe distanzierte sich von dem Verdächtigen. Die Erwähnung des Verdächtigen als Pressesprecher auf der Internetseite der Gruppe wurde am Abend des 14. März entfernt.
Das Landeskriminalamt Thüringen erklärte am 15. März, für die Ermittlungen nicht zuständig zu sein, da es „keine Anzeichen für einen politischen Hintergrund“ gebe. Der Landesvorsitzende der Thüringer CDU, Mike Mohring, kritisierte diese Entscheidung: „Dass bei einem politisch äußerst umtriebigen lokalen Akteur kein politischer Hintergrund erkennbar sein soll, ist abenteuerlich.“ Er behauptete, dass politischer Druck ausgeübt werde. Am 17. März übernahm das Landeskriminalamt die Ermittlungen. Der Thüringer Innenminister Georg Maier wies die Vorwürfe zurück und sagte, das Landeskriminalamt sei von Beginn in die Ermittlungen und die Wohnungsdurchsuchungen eingebunden gewesen. Auch der Staatsschutz sei an den Ermittlungen beteiligt. Die Opposition im Landtag befasste sich auch mit der Linkspartei-Abgeordneten Katharina König-Preuss, die einen der Verdächtigen persönlich kennt. König-Preuss kommentierte, der Fall habe sie entsetzt, die Anwendung von Gewalt „widerspricht völlig meinen Vorstellungen vom Zusammenleben“.
In einem Artikel der Thüringer Allgemeinen vom 17. Mai 2018 erklärte der 25-jährige Tatverdächtige David G., er sei politisch „rechts oder eher neutral“ und wähle AfD. Seinen Freund und mutmaßlichen Komplizen habe er auf Partys kennengelernt. Nachdem er ihm von seiner Leidenschaft für den Bau von Böllern erzählte, hätten sie gemeinsam nachts in einsamen Gegenden Probesprengungen durchgeführt. Bei der Herstellung des Sprengstoffs in seiner Küche sei sein Freund nicht dabei gewesen, weil die giftigen Dämpfe seine Gesundheit hätten gefährden können. Die großen Mengen des beschlagnahmten Sprengstoffs erklärte David G. damit, dass das Material im Internet billig sei und er besorgt gewesen sei, dass dessen Erwerb eingeschränkt werden könne. Sein Freund habe zweimal sprengstofftaugliche Substanzen bestellt, „aber nur weil ich kein Geld mehr hatte“. Schon im März hatte in einer Reportage der taz ein gemeinsamer Bekannter der beiden einen politischen Hintergrund als „abwegig“ bezeichnet. David G. sei ein „typischer Kirmes-Fascho“ mit einem Hang zum Prahlen, während sein Freund „ein bürgerlicher Typ (…) in einem bürgerlichen Bündnis“ sei, der wegen seiner feinmotorischen Einschränkungen zum Bombenbau untauglich sei; er könne „sich kaum selbst eine Zigarette drehen“.
Die Ermittler der LKA-Arbeitsgruppe Labor fanden in einem dem MDR vorliegenden Abschlussbericht keine Hinweise dafür, dass beide Beschuldigte „die sichergestellten Sprengmittel und Chemikalien in der Absicht verwenden wollten, Menschen zu verletzen oder erhebliche Sachschäden herbeizuführen“. Zudem hätten sich auch keine Hinweise „auf die Vorbereitung oder Planung eines Verbrechens“ ergeben. Zur Motivation der beiden Männer hieß es: „Die Herstellung, der Umgang und das Zünden der Sprengkörper dienten den Beschuldigten zur Befriedigung ihrer subjektiven Affinität zu Sprengmitteln und Pyrotechnik.“

## Debatte im Landtag
Die CDU verlangte Aufklärung über den Gang der Ermittlungen und darüber in welchem Umfang der Staatsschutz in die Ermittlungen eingebunden wurde. Am 20. März wurde der Sachverhalt in der Aktuellen Stunde im Thüringer Landtag debattiert, nachdem die Oppositionsfraktionen CDU und AfD dazu einen Dringlichkeitsantrag gestellt hatten. Mike Mohring sagte, hätte man bei Neonazis Sprengstoff gefunden, wäre der Aufschrei ungleich größer gewesen. Man dürfe weder auf dem rechten noch auf dem linken Auge blind sein. Die AfD forderte die Einführung einer Extremismusklausel, nach der Initiativen gegen Rechtsextremismus sich per Unterschrift zur freiheitlich-demokratischen Grundordnung bekennen müssten, um finanzielle Förderung erhalten zu können.
Nach Aussage des Landesinnenminister Georg Maier kündigte an, den Fall im Innenausschuss zu behandeln werden. Maier gab auch bekannt, dass die Auswertung der Handydaten der Beschuldigten Hinweise auf weitere Straftaten, allerdings keine Anschlagspläne ergeben hätten. Maier warnte außerdem davor, das Bündnis und andere Vereine pauschal als Gewalttäter zu verurteilen, und stellte heraus, dass deren ehrenamtliche Mitarbeiter einen wichtigen Beitrag zu Integration, politischer Bildung sowie gegen Fremdenfeindlichkeit leisten. Die Oppositionsparteien im Landtag warfen der rot-rot-grünen Landesregierung vor, dass nicht ausreichend in alle Richtungen ermittelt werde. Der Ministerpräsident Thüringens Bodo Ramelow hielt der AfD vor, eine „ideologisch-politische Schlacht“ zu inszenieren und dabei die Fakten zu missachten.
Insgesamt wurde der Fall auf Betreiben von CDU und AfD achtmal im Thüringer Landtag diskutiert, viermal davon im geheimen Innenausschuss.